# Seleção Argentina de Voleibol Masculino

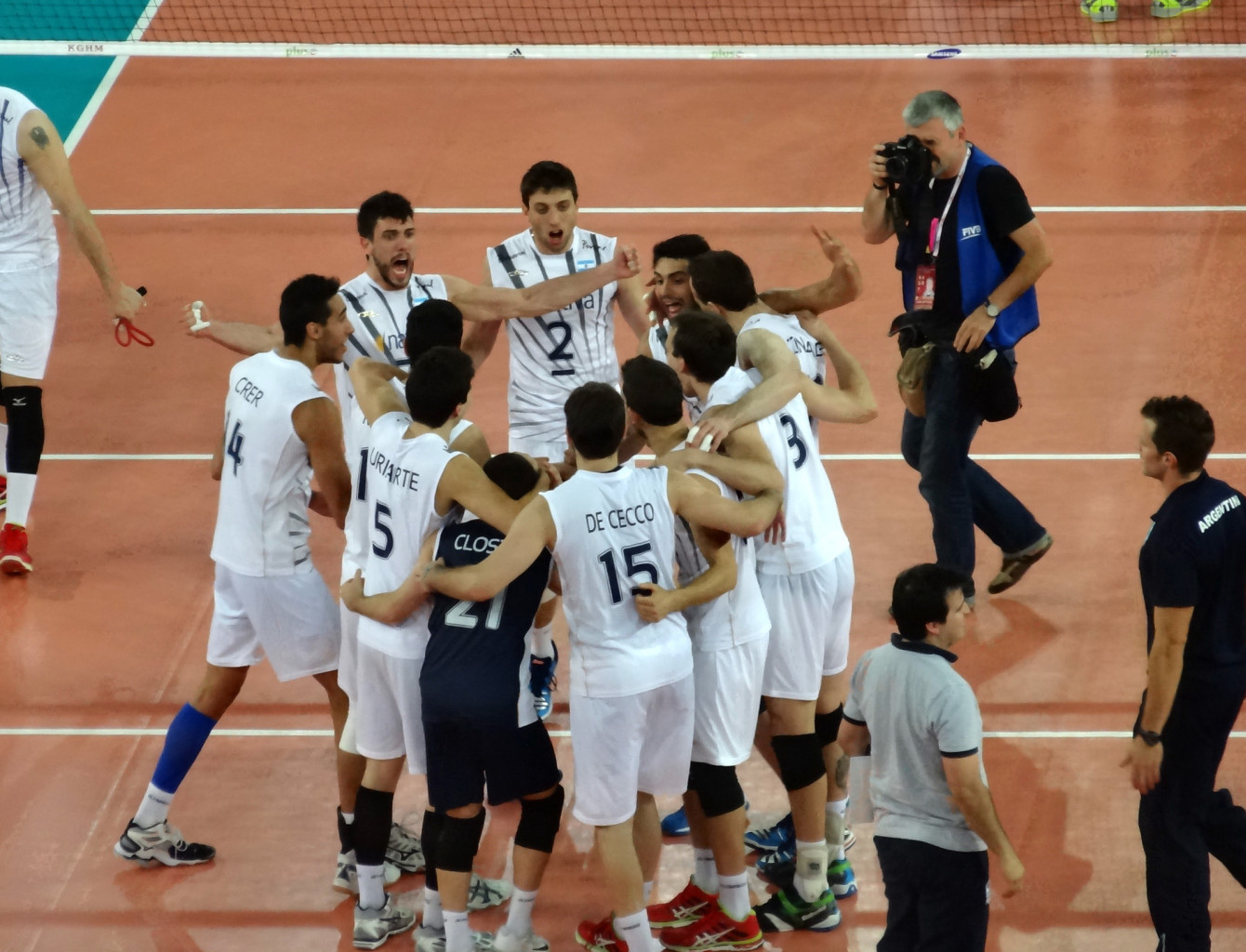
Equipe argentina durante o Campeonato Mundial de 2014.

A seleção argentina de voleibol masculino é uma equipe sul-americana composta pelos melhores jogadores de voleibol da Argentina. A equipe é mantida pela Federação de Voleibol Argentino (em castelhano:  Federación de Voleibol Argentino, FeVA). Encontra-se na 9ª posição do ranking mundial da FIVB segundo dados de 24 de agosto de 2024.

## Histórico
A seleção argentina tem tradição em relevar jogadores muito habilidosos com bastante destaque no cenário mundial, como Hugo Conte que foi o melhor bloqueador dos Jogos Olímpicos de Los Angeles, em 1984, eleito pela FIVB um dos melhores jogadores do século XX e presente no "Volleyball Hall of Fame"; Raúl Quiroga, melhor jogador dos Jogos Olímpicos de 1984; Marcos Milinkovic, melhor jogador dos Jogos Olímpicos de Sydney, em 2000; Luciano De Cecco, melhor levantador da Copa do Mundo de 2011.

## Principais resultados obtidos

### Jogos Olímpicos
| Ano  | Sede           | Classificação |
| ---- | -------------- | ------------- |
| 1984 | Los Angeles    | 6º            |
| 1988 | Seul           | 3º            |
| 1996 | Atlanta        | 8º            |
| 2000 | Sydney         | 4º            |
| 2004 | Atenas         | 5º            |
| 2012 | Londres        | 5º            |
| 2016 | Rio de Janeiro | 5º            |
| 2020 | Tóquio         | 3º            |
| 2024 | Paris          | 11º           |

### Campeonato Mundial
| Ano  | Sede                | Classificação |
| ---- | ------------------- | ------------- |
| 1960 | Brasil              | 11º           |
| 1978 | Itália              | 22º           |
| 1982 | Argentina           | 3º            |
| 1986 | França              | 7º            |
| 1990 | Brasil              | 6º            |
| 1994 | Grécia              | 14º           |
| 1998 | Japão               | 11º           |
| 2002 | Argentina           | 6º            |
| 2006 | Japão               | 13º           |
| 2010 | Itália              | 9º            |
| 2014 | Polónia             | 11º           |
| 2018 | Itália / Bulgária   | 13º           |
| 2022 | Eslovênia / Polónia | 8º            |

### Copa do Mundo
| Ano  | Sede  | Classificação |
| ---- | ----- | ------------- |
| 1995 | Japão | 5º            |
| 1999 | Japão | 9º            |
| 2007 | Japão | 7º            |
| 2011 | Japão | 7º            |
| 2015 | Japão | 5º            |
| 2019 | Japão | 5º            |

### Liga das Nações
| Ano  | Sede    | Classificação |
| ---- | ------- | ------------- |
| 2018 | Lille   | 14º           |
| 2019 | Chicago | 7º            |
| 2021 | Rimini  | 9º            |
| 2022 | Bolonha | 9º            |
| 2023 | Gdansk  | 5º            |
| 2024 | Łódź    | 8°            |
| 2025 | Ningbo  | 13º           |

### Liga Mundial
| Ano  | Sede                  | Classificação |
| ---- | --------------------- | ------------- |
| 1996 | Roterdã               | 7º            |
| 1997 | Moscou                | 8º            |
| 1998 | Milão                 | 9º            |
| 1999 | Mar del Plata         | 6º            |
| 2000 | Roterdã               | 8º            |
| 2001 | Katowice              | 13º           |
| 2002 | Belo Horizonte–Recife | 9º            |
| 2005 | Belgrado              | 10º           |
| 2006 | Moscou                | 7º            |
| 2007 | Katowice              | 13º           |
| 2009 | Belgrado              | 5º            |
| 2010 | Córdova               | 5º            |
| 2011 | Gdańsk–Sopot          | 4º            |
| 2012 | Sófia                 | 10º           |
| 2013 | Mar del Plata         | 6º            |
| 2014 | Florença              | 13º           |
| 2015 | Rio de Janeiro        | 11º           |
| 2016 | Cracóvia              | 10º           |
| 2017 | Curitiba              | 10º           |

### Copa dos Campeões
| Ano  | Sede  | Classificação |
| ---- | ----- | ------------- |
| 2001 | Japão | 6º            |

### Campeonato Sul-Americano
| Ano  | Sede            | Classificação |
| ---- | --------------- | ------------- |
| 1951 | Rio de Janeiro  | 4º            |
| 1958 | Mar del Plata   | 6º            |
| 1961 | Lima            | 3º            |
| 1962 | Santiago        | 2º            |
| 1964 | Buenos Aires    | 1º            |
| 1969 | Caracas         | 5º            |
| 1971 | Montevidéu      | 3º            |
| 1973 | Bucaramanga     | 2º            |
| 1975 | Assunção        | 3º            |
| 1977 | Lima            | 3º            |
| 1979 | Rosário         | 5º            |
| 1981 | Santiago        | 2º            |
| 1983 | São Paulo       | 2º            |
| 1985 | Caracas         | 3º            |
| 1987 | Montevidéu      | 2º            |
| 1989 | Curitiba        | 2º            |
| 1991 | São Paulo       | 2º            |
| 1993 | Córdova         | 2º            |
| 1995 | Porto Alegre    | 2º            |
| 1997 | Caracas         | 3º            |
| 1999 | Córdova         | 2º            |
| 2001 | Cáli            | 2º            |
| 2003 | Rio de Janeiro  | 3º            |
| 2005 | Lages           | 2º            |
| 2007 | Santiago        | 2º            |
| 2009 | Bogotá          | 2º            |
| 2011 | Cuiabá          | 2º            |
| 2013 | Cabo Frio       | 2º            |
| 2015 | Maceió          | 2º            |
| 2017 | Santiago–Temuco | 3º            |
| 2019 | Santiago–Temuco | 2º            |
| 2021 | Brasília        | 2º            |
| 2023 | Recife          | 1º            |

### Copa Pan-Americana
| Ano  | Sede             | Classificação |
| ---- | ---------------- | ------------- |
| 2010 | San Juan         | 2º            |
| 2011 | Gatineau         | 7º            |
| 2012 | Santo Domingo    | 2º            |
| 2013 | Cidade do México | 3º            |
| 2014 | Tijuana          | 3º            |
| 2015 | Reno             | 2º            |
| 2016 | Cidade do México | 2º            |
| 2017 | Gatineau         | 1º            |
| 2018 | Córdoba          | 1º            |
| 2019 | Colima           | 2º            |

### Jogos Pan-Americanos
| Ano  | Sede           | Classificação |
| ---- | -------------- | ------------- |
| 1963 | São Paulo      | 3º            |
| 1967 | Winnipeg       | 7º            |
| 1971 | Cáli           | 5º            |
| 1983 | Caracas        | 3º            |
| 1987 | Indianápolis   | 4º            |
| 1991 | Havana         | 3º            |
| 1995 | Mar del Plata  | 1º            |
| 1999 | Winnipeg       | 4º            |
| 2007 | Rio de Janeiro | 6º            |
| 2011 | Guadalajara    | 3º            |
| 2015 | Toronto        | 1º            |
| 2019 | Lima           | 1º            |
| 2023 | Santiago       | 2º            |

### Copa América
| Ano  | Sede                  | Classificação |
| ---- | --------------------- | ------------- |
| 1998 | Mar del Plata         | 2º            |
| 1999 | Tampa                 | 3º            |
| 2000 | São Bernardo do Campo | 4º            |
| 2001 | Buenos Aires          | 3º            |
| 2005 | São Leopoldo          | 4º            |
| 2007 | Manaus                | 4º            |
| 2008 | Cuiabá                | 4º            |

## Medalhas
| Evento                   | Ouro | Prata | Bronze | Total |
| ------------------------ | ---- | ----- | ------ | ----- |
| Jogos Olímpicos          | 0    | 0     | 2      | 2     |
| Campeonato Mundial       | 0    | 0     | 1      | 1     |
| Copa do Mundo            | 0    | 0     | 0      | 0     |
| Copa dos Campeões        | 0    | 0     | 0      | 0     |
| Liga Mundial             | 0    | 0     | 0      | 0     |
| Liga das Nações          | 0    | 0     | 0      | 0     |
| Campeonato Sul-Americano | 2    | 19    | 8      | 29    |
| Jogos Pan-Americanos     | 3    | 1     | 4      | 8     |
| Copa Pan-Americana       | 2    | 5     | 2      | 9     |
| Total                    | 7    | 25    | 17     | 49    |

## Elenco atual
Última convocação realizada para a disputa do Campeonato Mundial de 2022.
Técnico:  Marcelo Méndez
| Camisa | Nome                 | Posição    | Altura (m) | Peso (kg) | Clube atual                |
| ------ | -------------------- | ---------- | ---------- | --------- | -------------------------- |
| 1      | Matías Sánchez       | Levantador | 1,73       | 64        | MKS Ślepsk Malow Suwałki   |
| 3      | Jan Martínez Franchi | Ponteiro   | 1,90       | 85        | Trefl Gdańsk               |
| 4      | Joaquín Gallego      | Central    | 2,04       | 102       | Sporting Clube de Portugal |
| 7      | Facundo Conte        | Ponteiro   | 1,97       | 85        | Ciudad Voley               |
| 8      | Agustín Loser        | Central    | 1,97       | 77        | Allianz Milano             |
| 9      | Santiago Danani      | Líbero     | 1,76       | 76        | Aluron CMC Warta Zawiercie |
| 12     | Bruno Lima           | Oposto     | 1,98       | 87        | Al-Hilal VC                |
| 13     | Ezequiel Palacios    | Ponteiro   | 1,98       | 92        | Montpellier HSC            |
| 15     | Luciano De Cecco     | Levantador | 1,94       | 89        | Cucine Lube Civitanova     |
| 16     | Luciano Palonsky     | Ponteiro   | 1,98       | 83        | Tours Volley-Ball          |
| 17     | Luciano Vicentín     | Ponteiro   | 1,99       | 98        | VfB Friedrichshafen        |
| 18     | Martín Ramos         | Central    | 1,97       | 95        | Club Voleibol Guaguas      |
| 22     | Nicolás Zerba        | Central    | 2,04       | 95        | PSG Stal Nysa              |
| 25     | Pablo Kukartsev      | Oposto     | 2,03       | 105       | Knack Volley Roeselare     |

### Jogadores Notáveis
- Bruno Lima
- Carlos Weber
- Daniel Castellani
- Eduardo Martínez
- Ezequiel Palacios
- Facundo Conte
- Federico Pereyra
- Hugo Conte
- Jon Uriarte
- Juan Cuminetti
- Luciano De Cecco
- Marcos Milinkovic
- Martín Ramos
- Nicolás Uriarte
- Pablo Crer
- Raúl Quiroga
- Rodrigo Quiroga
- Sebastián Solé
- Waldo Kantor